# اعتیاد در ایران
اعتیاد در ایران موضوعی است که سال‌ها مورد توجه حکومت ایران و کارشناسان بوده است. طبق آمار رسمی ۱۳۹۲خورشیدی و به گفته رسول خضری نماینده مجلس حداقل ۱۰ میلیون نفر از ۷۵/۱ میلیون نفر از مردم ایران (۱۳ درصد) درگیر مواد مخدر هستند.

## تاریخچه

### ریشه استفاده از مواد مخدر در مابین شیعیان
حشاشین یک فرقه از نزاریه از شیعیان اسماعلیه بودند که به دست حسن صباح بنیاد نهاده شد. آن‌ها بین سال‌های ۱۰۹۰ تا ۱۲۷۵ میلادی در کوهستان‌های سرزمین ایران و شام زندگی می‌کردند. در طول آن زمان، آن‌ها با قتل پنهانی رهبران مسلمان و بعداً مسیحیانی که دشمنان دولت آن‌ها محسوب می‌شدند، در سرتاسر خاورمیانه سیاست سختگیرانه‌ای برای جعل و تزویر اعمال داشتند. واژه امروزی Assassination در انگلیسی به مفهوم ترور از روش آنها برای حذف مخالفینشان سرچشمه گرفته است. حشاشین بر باور صاحبنظران به معنی کسانی‌که حشیش می‌کشیدند و بعد از آن دست به اعمالی چون قتل می‌زدند.

### صفویان
مصرف مواد مخدر در ایران از دوره صفویان و با رواج یافتن کشت خشخاش گسترش یافت. تا زمان پادشاهی شاه طهماسب، مصرف بنگ (شاه‌دانه)، تریاک و حشیش در ایران به‌عنوان یک هنجار پذیرفته شده بود و در میان مردم، در قهوه‌خانه‌ها و در دربار پادشاهی صفوی رواج داشت. پس از شاه طهماسب، شاه عباس بزرگ دست به اقداماتی برای محدود کردن مصرف تریاک در ایران زد. او در سال ۱۰۰۵ هجری قمری (۹۷۶ خورشیدی) فرمان ترک تریاک را صادر کرد. با این وجود کشت خشخاش در آن زمان هم در ایران ادامه یافت.

### قاجاریان
در دوره قاجاریان تولید و مصرف مواد مخدر در ایران افزایش یافت و حکومت هم از آن حمایت می‌کرد. کشت خشخاش در ۱۸ استان ایران انجام می‌شد و هفت نوع تریاک در ایران وجود داشت. در زمان ناصرالدین‌شاه قاجار، اعتیاد به‌عنوان یک پدیده در ایران وجود داشت. در همان زمان صادرات تریاک یکی از منابع درآمدهای ارزی ایران بود. در دوره صفوی تریاک، بیشتر به صورت خوراکی مصرف می‌شد و تریاک‌کِشی به شیوه امروزی در دوره قاجار شکل گرفته است. پس از پیروزی جنبش مشروطه ایران در سال ۱۳۲۴ قمری (۱۲۸۵ خورشیدی)، حکومت ایران برای مبارزه با مواد مخدر، زیر فشارهای داخلی و خارجی قرار گرفت. در نتیجه «قانون تحدید تریاک» به تصویب مجلس شورای ملی رسید.

### دودمان پهلوی
کشت و فروش تریاک توسط حکومت تا سال ۱۳۲۰ خورشیدی و خروج رضاشاه از ایران ادامه داشته است. در سال ۱۳۳۱ خورشیدی «قانون منع تهیه و خرید و فروش و مصرف نوشابه‌های الکلی و تریاک و مشتقات آن» توسط مجلس شورای ملی تصویب شد. دولت در سال ۱۳۲۴ خورشیدی «لایحه منع کشت خشخاش» را به مجلس شورای ملی ارائه کرد که در همان سال تصویب شد. این قانون علاوه بر منع کشت خشخاش معتادان را ملزم می‌کرد در مدت شش ماه اقدام به ترک مصرف مواد مخدر کنند. در سال ۱۳۴۷ خورشیدی، دولت «قانون کشت محدود خشخاش و صدور تریاک» را به تصویب مجلس رساند.

### جمهوری اسلامی
پس از انقلاب ۱۳۵۷ ایران، قوانین کیفری برای مبارزه با مواد مخدر تصویب و کشت خشخاش در ایران متوقف شد. قانون کنونی برخورد با مواد مخدر در سال ۱۳۶۷ در و ۴۵ ماده تصویب شد. هم‌اکنون قاچاق مواد مخدر در ایران، می‌تواند منجر به اعدام شود. حدود ۷۰ درصد اعدام‌ها در ایران مربوط به جرایم مواد مخدر است. اما با توجه به شکست سیاست تشدید مجازات، برای کاهش مجازات به کمتر از اعدام، در ۲۵ تیر ۱۳۹۶ افزودن یک ماده به قانون کنونی تصویب شد. همچنین بحث‌هایی برای توزیع مواد مخدر رقیق شده مانند متادون از سوی دولت مطرح شده است.

#### قاچاق مواد مخدر و افزایش شمار معتادان
بر پایهٔ برخی از آمارها در سال ۱۴۰۰ و در دورهٔ نظام جمهوری اسلامی ایران بیش از ۱۲ میلیون معتاد به مواد مخدر در ایران هست که ۴ میلیون و ۵۰۰ هزار تن از آن‌ها جزو مصرف‌کنندگان دائمی هستند و نیز ۱۰ درصد از معتادان، زنان بوده و هزاران تن از آنان نیز کودکان هستند.
ایران، یکی از مهم‌ترین گذرگاه‌های قاچاق مواد مخدر در جهان است

## مواد مصرفی
مواد مورد استفاده متعدد در ایران شامل تریاک و مشتقات آن همچون هروئین و همین‌طور حشیش می‌شود. همچنین مواد صنعتی مانند شیشه و کراک به علت قیمت پایین‌ترشان نسبت به مواد سنتی، در ایران شایع شده است. تریاک برعکس هروئین و حشیش مورد تحریم روحانیون شیعه نیست. این ماده از نظر علمای حقیقی شیعیان در مصارف عمومی مورد تحریم می‌باشد. حدود ۵۲ درصد معتادان، تریاک و حدود ۴۸ درصد موادی مانند هروئین و شیشه مصرف می‌کنند. مصرف هروئین، شیشه و ماده روانگردان گُل در حال افزایش است.
- تریاک -عصارهٔ خشک‌شده گیاه خشخاش است که از خراشیدن این گیاه، به‌دست می‌آید. حدود ۱۲ درصد از تریاک را مرفین، تشکیل می‌دهد که یک آلکالوئید اپیوئیدی ضد درد است.[۱۴]
- هروئین - که در پزشکی به آن دیامرفین یا دی‌استیل مرفین گفته می‌شود؛ ماده مخدری برگرفته از مرفین و شدیداً اعتیادآور است که همواره به شکل پودری سفید رنگ و قهوه‌ای روشن یا تیره دیده می‌شود.[۱۵]
- شیشه - یک نوع داروی محرک است که روی دستگاه عصبی مرکزی اثر می‌گذارد و منجر به افزایش حاد انتقال دهنده‌های عصبی دوپامین، سروتونین، نوراپینفرین و آدرنالین در مغز می‌شود. قبل از دهه ۱۳۷۰ مصرف شیشه در ایران بسیار محدود بود و در مطالعه بررسی سریع وضعیت سوءمصرف مواد در ایران که در سال ۱۳۸۳ انجام شد، هیچ موردی از مصرف پیدا نشد.
- حشیش و گل - ماده‌ای‌ست که از صمغ گیاه شاه‌دانه به‌دست می‌آید. تفاوت حشیش با ماری‌جوآنا در این است که ماری‌جوانا از برگ و گل خشک‌شدهٔ گیاه شاه‌دانه حاصل می‌شود.[۱۶]

## آمار معتادان

### کل جامعه
در بهمن ۱۳۹۶ تعداد کل معتادان بیش از ۲/۵ میلیون نفر اعلام شد. ۱۷ درصد مردم تمایل به مصرف مواد مخدر دارند که از این تعداد ۵ درصد، مصرف‌کننده بوده و ۱۲ درصد دیگر نیز در صورت عدم قطع ارتباط مصرف‌کننده با قاچاقچیان و نبود مدیریت مناسب بازار عرضه و تقاضا به سوی مصرف مواد مخدر کشیده می‌شوند.

### زنان
مصرف دخانیات بین دخترها بیشتر شده و گُل بیشترین مصرف را بین دختران ایرانی دارد.

### دانشگاه‌ها
در پژوهش «زمینه‌یابی اعتیاد» که توسط دفتر مطالعات فرهنگی وزارت علوم، تحقیقات و فناوری ایران در سال تحصیلی ۸۲–۱۳۸۱ روی نمونه‌ای متشکل از ۵٬۳۲۱ دانشجو در ۲۱ دانشگاه تحت پوشش وزارت علوم گرفت، ۵۸۶ نفر یعنی حدود ۱۱ درصد دانشجویان به صورت حرفه‌ای از مواد مخدر استفاده می‌کردند.

## افغانستان
همجوار بودن اراضی کشت تریاک در افغانستان با خاک ایران تأثیر محسوسی بر میزان و آمار اعتیاد در ایران داشته است.

## راه‌کارها
1. بهبود نظارت بر مرزهای ایران به ویژه مرز بین ایران و افغانستان از طریق دیوارکشی، مین‌گذاری (نظیر میدان مین مرز ازبکستان-تاجیکستان) و افزایش پادگان‌های نظارتی
2. کاهش نرخ بیکاری
3. تبلیغ و آگاه‌سازی مردم در زمینه مواد اعتیادآور به صورت پایه و در آموزش و پرورش
4. مبارزه با فساد
5. برخورد قاطع با عوامل توزیع و فروش مواد اعتیادآور

قانونی کردن مواد مخدر غیر صنعتی، یک راه‌حل برای کنترل مصرف مواد مخدر در ایران است. به این معنی که فروش مواد مخدر به هر شخص، به میزان معینی محدود شود.